# Some Sprouts
Some Sprouts ist eine Dream Pop-Band aus Regensburg.

## Geschichte
Die Cousins David Gebhard und Jakob Riepl musizierten bereits während ihrer Schulzeit gemeinsam mit Joshua Benker. Im Studium stießen sie auf Alexander Kalus und Miguel Esteves und begannen, gemeinsam erste Songs zu produzieren und Konzerte zu spielen. 2017 erschien die erste EP Florescer und sie gingen auf ihre erste größere Tour.
Während eines Auftritts im Münchner Club 8 Below wurde die Band von Manager Marc Liebscher entdeckt, welcher sie seitdem beim Booking und Management unterstützt.  Im Jahr 2018 waren sie als Support für We Are Scientists und Albert Hammond junior auf Tour. Im selben Jahr wurde ihre EP IMMT veröffentlicht.
Es folgten internationale Konzerte und Festival-Auftritte, darunter das Great-Escape-Festival in Brighton und das Eurosonic Noorderslaag. Im Jahr 2019 schafften es Some Sprouts auf die New Music-Hotlist der jungen Programme der ARD. Die Band erreichte erste Chartplatzierungen, u. a. in Südafrika.
Im Jahr 2021 veröffentlichten Some Sprouts ihre dritte EP Les Rêves d'Enfants. Im April 2024 erschien ihr Album Sweet Bug.

## Diskografie
EPs
- 2017: Florescer
- 2018: IMMT
- 2021: Les Rêves d'Enfants

Alben
- 2024: Sweet Bug